# 2015년 필라델피아 철도 탈선 사고

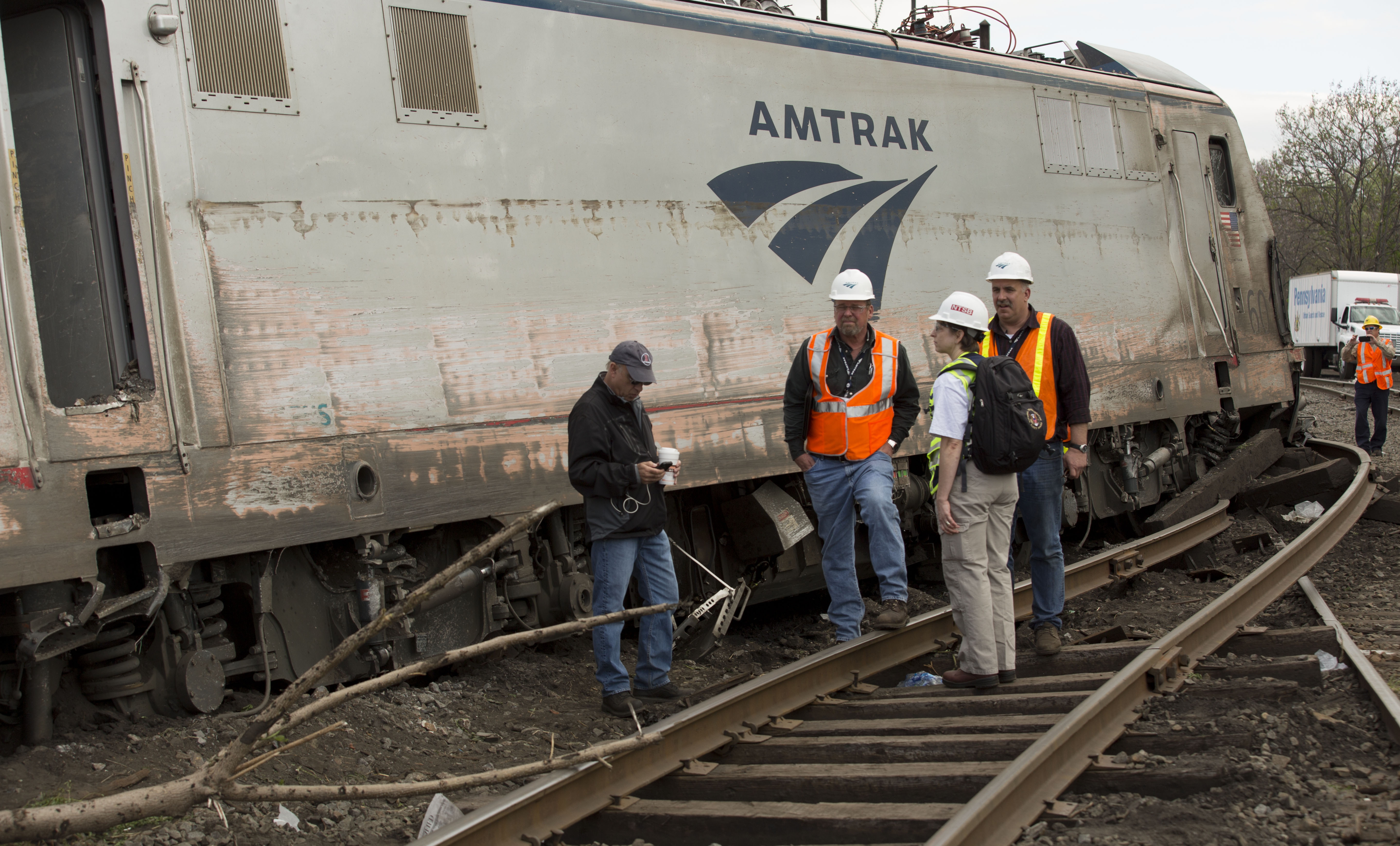

2015년 필라델피아 철도 탈선 사고는 2015년 5월 12일 21시 23분 (현지 시간) 미국 펜실베이니아주 필라델피아 근처에서 암트랙이 운영하는 워싱턴 D.C.에서 뉴욕에 향하는 열차가 탈선한 열차 사고이다. 사고 당시 열차에는 약 240명이 타고 있었다. 8명이 사망하고 200여명이 부상당했다.

## 조사
미국 연방수사국 (FBI)은 현장에서 조사를 하였고, 테러 사건이 아니라고 발표했다. 미국 연방 교통 안전 위원회 (NTSB)의 조사팀도 현장에 도착하여 조사를 하고 있다. 양 기관이 발표한 비공식 성명에 따르면이 탈선 사고의 가능성이 높다고 발표했다. 기관사 브랜든 보스천(Brandon Bostian)은 이 사고로 다리와 머리에 뇌진탕 등의 부상을 당했고, 사고 당시의 기억은 없다고 말하고 있다.